# Мартин (Луизијана)
Мартин (енгл. Martin) град је у америчкој савезној држави Луизијана.

## Демографија
По попису из 2010. године број становника је 594, што је 31 (-5,0%) становника мање него 2000. године.
| Група             | 2000.       | 2010.       |
| Белци             | 611 (97,8%) | 569 (95,8%) |
| Афроамериканци    | 7 (1,1%)    | 11 (1,9%)   |
| Азијати           | 0 (0,0%)    | 0 (0,0%)    |
| Хиспаноамериканци | 3 (0,5%)    | 6 (1,0%)    |
| Укупно            | 625         | 594         |